# Linda McMahon
Linda Marie Edwards-McMahon, née le 4 octobre 1948 à New Bern (Caroline du Nord), est une femme d'affaires et femme politique américaine. Depuis le 3 mars 2025, elle est la 13e secrétaire à l'Éducation des États-Unis.
Épouse du célèbre promoteur de catch Vince McMahon, elle occupe le poste de vice-présidente de la WWE et dirige la compagnie en 1997. Elle s'est notamment présentée aux élections sénatoriales de 2010 et 2012 dans le Connecticut, pour le Parti républicain. Elle est administratrice de la Small Business Administration entre 2017 et 2019 durant la première présidence de Donald Trump puis secrétaire à l'Éducation durant la seconde présidence de Trump, à partir de mars 2025.

## Biographie

### Études et carrière professionnelle
Linda McMahon est l'enfant unique d'Henry et Evelyn Edwards.
Elle est diplômée de l'université de l'Est de la Caroline avec un Bachelor of Arts en français et autorisation d'enseigner,. Elle est mariée à Vince McMahon, président de la World Wrestling Entertainment (WWE). Ils ont deux enfants, Shane et Stephanie et vivent à Greenwich dans le Connecticut. Elle a été directrice générale de la WWE, poste qu'elle occupe entre 1994 et 2010.
En 1969, son mari reprend l'entreprise familiale Capitol Wrestling. Elle y travaille comme réceptionniste et apprend beaucoup sur la propriété intellectuelle. En 1980, Vince rachète une entreprise de catch, et Linda est alors chargée de la gestion de la propriété intellectuelle de l'entreprise. En 1982, Vince rachète à son père la World Wrestling Federation.
Linda McMahon est membre de la direction de cette société depuis 1980 et s'investit dans les actions caritatives de la WWE. Elle épouse Vince McMahon le 6 août 1966.
En 2005, elle est nommée au The Make-A-Wish Foundation of America National Advisory Council et reçoit le trophée de Arthur M. Sackler du Connecticut Grand Opera and Orchestra (en) pour le soutien de la WWE à ses programmes d'art. Linda McMahon est également responsable de la création des programmes éducatifs de WWE's Get R.E.A.L., ainsi que des programmes d'alphabétisation et de la campagne de WWE's SmackDown! Your Vote!.
En 2009, elle quitte le poste de directeur général de la WWE pour se présenter au Sénat des États-Unis et fonder Women’s Leadership Live, une association soutenant les femmes entrepreneurs.
En 2009, elle travaille pendant un an à la commission pour l'éducation du Connecticut.
Sa fortune s'élève à un milliard de dollars en 2016.

### Campagnes sénatoriales
Le 16 septembre 2009, elle déclare sa candidature pour obtenir la nomination du Parti républicain à l'élection sénatoriale de 2010 dans le Connecticut. Défaite par le démocrate Richard Blumenthal, elle a investi 47 millions de dollars de sa poche dans la campagne, ce qui reste moins que le record de Meg Whitman en Californie.
Candidate pour l'autre siège de sénateur du Connecticut en 2012, elle est battue par le représentant démocrate Chris Murphy. Par deux fois, elle est battue avec environ 12 points de retard sur son adversaire démocrate, après avoir dépensé au total près de 100 millions de dollars de sa fortune personnelle.

### Carrière politique dans les administrations Trump

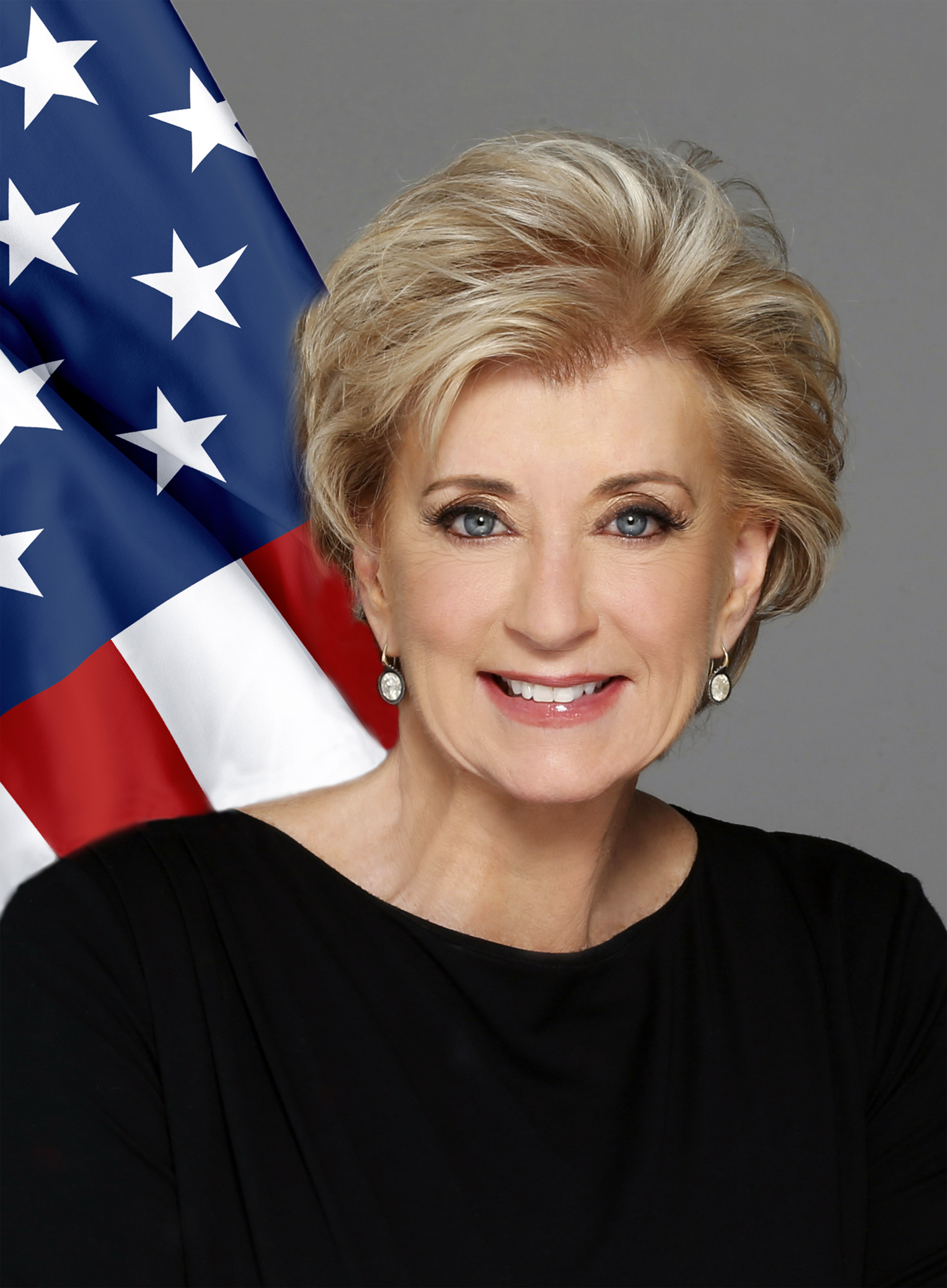
Portrait officiel de Linda McMahon (2017).

Lors des primaires présidentielles républicaines de 2016, elle soutient d'abord Chris Christie, avant de se ranger derrière Donald Trump, dont elle soutient la campagne à hauteur de plusieurs millions de dollars.
Une fois élu président, Donald Trump lui propose un poste dans son administration pour gérer les questions liées aux PME, à la tête de la Small Business Administration. Elle est confirmée par le Sénat le 14 février 2017 par 81 voix (sur 100). Outre les sénateurs républicains, de nombreux démocrates soutiennent sa candidature, en raison de son expérience de dirigeante d'entreprise ; parmi ceux-ci se trouvent ses anciens adversaires Blumenthal et Murphy.
En mars 2019, elle annonce son départ de l'administration Trump pour rejoindre le super PAC America First Action, qui soutient la réélection de Trump en 2020. National Public Radio note que McMahon s'est fait remarquer pour son travail au sein de la Small Business Administration, voyageant souvent pour défendre la politique du gouvernement. Sa démission prend effet le 12 avril suivant,.
En 2024, elle codirige avec Howard Lutnick l’équipe chargée de préparer la transition avec l'administration Biden, en prévision d'une éventuelle victoire de Donald Trump. Le 19 novembre 2024, après que Trump a remporté l'élection, il annonce vouloir la nommer secrétaire à l'Éducation dans sa seconde présidence.
Le 3 mars 2025, sa nomination est confirmée par le Sénat, par un vote à 51 contre 45.